# Budy (powiat przysuski)
Budy – wieś w Polsce położona w województwie mazowieckim, w powiecie przysuskim, w gminie Gielniów.
W latach 1975–1998 miejscowość należała administracyjnie do województwa radomskiego.